# Der Schakal (Roman)
Der Schakal (The Day of the Jackal) ist ein Roman von Frederick Forsyth, der erstmals 1971 veröffentlicht wurde. Ausgehend von dem realen, fehlgeschlagenen Attentat von Petit-Clamart auf Präsident Charles de Gaulle durch die OAS, schildert der Roman die fiktive Geschichte um einen Profikiller, der daraufhin von der OAS engagiert wird, um de Gaulle zu töten. Die bislang (2006) einzige deutsche Übersetzung des Bestsellers stammt von Tom Knoth und erschien erstmals 1972 im Münchener Piper-Verlag. Allein die seither in diesem Verlag bis 1994 herausgebrachten 20 Auflagen summierten sich auf 315.000 Exemplare.

## Handlung
Nach mehreren gescheiterten Anschlägen auf den französischen Staatspräsidenten Charles de Gaulle beschließt die französische Terrororganisation OAS 1963, einen Auftragsmörder im Ausland zu engagieren, um de Gaulle zu töten. Dies wird notwendig, da die eigene Organisation von Spitzeln unterwandert ist und jede bedeutende Aktion schon vorher verraten wird. Als nun in England ein Kandidat gefunden ist, der noch nie in Frankreich aktiv war, aber ein erfahrener Profi ist, beginnen die Terroristen, das Honorar von 500.000 Dollar durch Banküberfälle zu besorgen. Diese enorme Summe verlangt der Schakal, da er sich nach diesem Attentat zur Ruhe setzen muss. Die sich häufenden Überfälle werden von der Polizei bemerkt, und sie beginnt mit ihren Ermittlungen. Der französische Geheimdienst entführt ein Mitglied der OAS und foltert es zu Tode. Kurz vor seinem Tod sagt es aus, dass die OAS einen blonden professionellen Attentäter engagiert habe, der sich Schakal nennt. Dieser solle de Gaulle ermorden. Während der Killer mit seiner peniblen Vorbereitung beschäftigt ist, entdeckt die Polizei, dass es sich bei der geplanten Aktion um einen Anschlag auf den Präsidenten handelt. De Gaulle selbst will jedoch keinerlei Zugeständnisse an die Sicherheitsbeamten machen und weiterhin einen engen Kontakt zum Volk pflegen.
Ein Wettlauf zwischen dem Mörder unter dem Decknamen Schakal und dem mit der Lösung des Falls betrauten Kommissar Lebel beginnt. Lebel bittet Kollegen in den westlichen Ländern um Hilfe. Die Briten gehen einem Gerücht nach, dass ein britischer Staatsbürger hinter einer erfolgreichen Mordaktion gegen den Ex-Diktator Rafael Leónidas Trujillo Molina gesteckt haben soll. Sie ermitteln, dass sich ein Mann namens Charles Calthrop eine neue Identität zugelegt haben soll. Der Verdacht auf ihn verdichtet sich, weil die ersten drei Buchstaben seines Vor- und Zunamens das französische Wort „Chacal“ (Schakal) ergeben. Eine Wohnungsdurchsuchung bringt keine weiteren Ergebnisse; der Bewohner soll in Urlaub sein.
Lebel selbst ist regelmäßig mit den Hemmnissen der Bürokratie konfrontiert, verschiedene hochrangige Beamte versuchen immer wieder, die Leitung der Ermittlungen zu beeinflussen und den Polizisten auszubooten. Immer wieder wird Lebel, sobald der Weg des Mörders und seine Pläne sichtbar zu sein scheinen, mit Dank bedacht und verabschiedet, um dann bei neuerlichen Problemen wieder zurückgeholt zu werden. Lebel erkennt, dass der Mörder über Informationen aus dem innersten Zirkel der Macht verfügen muss. Schließlich wird ein hoher Beamter enttarnt, dessen junge Geliebte, Witwe eines OAS-Sympathisanten, sensible Informationen an die OAS weitergeleitet hat. Ein abgehörtes Telefonat überführt die Geliebte des Beamten als Informantin und provoziert die Frage anderer Beamter, woher Lebel wusste, welches Telefon abzuhören sei. Lebel antwortet, er habe einfach die Telefone aller involvierten Beamten abhören lassen.
Der Schakal, der sich ein Spezialgewehr anfertigen ließ, bewegt sich mit immer neuen Identitäten durch Europa und erreicht schließlich Frankreich. Lebel und der französische Sicherheitsapparat jagen ihn und verpassen ihn mehrmals nur knapp. Lebel wird sich im Laufe der Ermittlungen bewusst, dass der Schakal am Feiertag zur Befreiung von Paris (25. August) den Anschlag durchführen will, da der Präsident sich an diesem Tag öffentlich zeigen wird. Der Schakal will de Gaulle von einer Mansarde aus mit einem gezielten Schuss töten. Lebel maximiert die Sicherheitsvorkehrungen.
Der Schakal gelangt nach Paris, wobei er mehrmals mögliche Zeugen tötet, die ihn verraten könnten. Lebel und das Innenministerium rekrutieren nicht nur sämtliche Polizeispitzel, sondern auch die korsische Mafia, um den Schakal aufzuspüren. Dieser hat sich bei einem Homosexuellen einquartiert, den er ermordet hat. Getarnt als Kriegsveteran, gelingt ihm der Zugang zur polizeilichen Sperrzone rund um den Platz, an dem de Gaulle auftreten soll. Lebel inspiziert die Umgebung; ihm ist bewusst, dass der Killer noch immer nicht gefunden ist. Durch Zufall erfährt er durch einen jungen wachhabenden Polizisten von der Existenz des ominösen Veteranen. Gemeinsam stürmen sie in das Dachgeschoss, von wo der Schakal bereits einmal daneben geschossen hatte. Der Attentäter eröffnet das Feuer auf die beiden und tötet den jungen Polizisten. Lebel gelingt es in letzter Sekunde, mit der Maschinenpistole seines Kollegen den Gesuchten zu töten.
Die wahre Identität des Schakals bleibt ungeklärt. Der Verdacht gegen den Engländer Charles Calthrop stellt sich nach dessen Rückkehr aus dem Urlaub als falsch heraus. Der Schakal wird in einem unbezeichneten Grab beerdigt.

## Erfolg
Das Buch stand 23 Wochen lang im Jahr 1972 auf dem Platz 1 der Spiegel-Bestsellerliste.

## Hörbücher
Es gibt mehrere Hörbuchfassungen des Romans. Die erste wurde von Heinz Ostermann eingesprochen und erschien 1987 bei Polyband auf drei Kassetten. Die im Jahr 2004 bei Random House Audio veröffentlichte Fassung wurde von Hannes Jaenicke gelesen und umfasst vier CDs (ISBN 3-86604-569-7).
Beide Fassungen sind gekürzt.
2021 erschien bei Audible ein ungekürztes Hörbuch, das von Uve Teschner eingelesen wurde.

## Verfilmungen
Forsyths Roman wurde zweimal für den Film adaptiert. Allerdings hält sich nur die Version von Fred Zinnemann an die literarische Vorlage. Die zweite Version wurde in das Produktionsjahr des Films (1997) und von Frankreich in die USA verlegt. 2024 erschien außerdem die Serienadaption The Day of the Jackal.

### Der Schakal (1973)
Die erste Verfilmung unter der Regie von Fred Zinnemann stammt aus dem Jahr 1973. In den Hauptrollen spielen Edward Fox als Schakal und Michael Lonsdale als Inspektor Lebel. In weiteren Rollen: Delphine Seyrig, Michel Auclair, Olga Georges-Picot und Jean Sorel (als Bastien-Thiry). Die Verfilmung hält sich sehr detailgetreu an die Romanvorlage.

### Der Schakal (1997)
Das amerikanische Remake entstand 1997 unter der Regie von Michael Caton-Jones. Die Hauptrollen werden von Bruce Willis (als Schakal), Sidney Poitier (als FBI-Vizedirektor Carter Preston, der Entsprechung zu Kommissar Lebel) und Richard Gere (als ehemaliger IRA-Terrorist Declan Mulqueen, der das FBI bei der Jagd nach dem Schakal unterstützt) gespielt. Fred Zinnemann, der zu diesem Zeitpunkt bereits 89 Jahre alt war, wehrte sich vehement gegen die Verwendung des Originaltitels The Day of the Jackal für die neue Verfilmung. Schließlich erschien der Film mit einem leicht abgewandelten Titel (The Jackal), in Deutschland hingegen waren sie identisch. Diese Verfilmung basiert nur recht lose auf der Original-Romanvorlage, und der Handlungsort wurde vom Frankreich der frühen 1960er ins Amerika der 1990er Jahre verlagert.